# یوان پیواتی
یوان پیواتی (انگلیسی: Yoan Pivaty؛ زادهٔ ۲۹ ژانویهٔ ۱۹۹۰) بازیکن فوتبال اهل فرانسه است.
از باشگاه‌هایی که در آن بازی کرده‌است می‌توان به باشگاه فوتبال رن و باشگاه فوتبال لو مان اشاره کرد.
وی همچنین در تیم ملی فوتبال مارتینیک بازی کرده‌است.